# III. Szergiusz pápa
III. Szergiusz (latinul: Sergius), (Róma, kb. 860 – 911. április 14., Róma) volt 904 januárjától a 121. pápa a történelem folyamán. A pornokrácia korszakának első pápája.
Pontifikátusa több éve az első volt, amely tovább tartott pár hónapnál vagy évnél. Szergiusznak sikerült a római nemesség segítségével szilárdan megszerezni a pápai trónt. Történetéről Cremonai Liudprand írt hosszú tekercseket, azonban a krónikást az ellenséges római párt fogadta fel a feladatra, ezért nem teljesen bizonyos, hogy minden megfelel a valóságnak. Ezek alapján Szergiuszt a kegyetlensége miatt elűzött VI. (VII.) István pápa hívének lehet tekinteni.

## Élete
Egy Benedek nevű római nemes gyermekeként látta meg a napvilágot. Életéről és pályájának kezdetéről nagyon keveset tudunk. Formózusz pápa szentelte presbiterré, de ennek ellenére nem értett egyet a szentatya döntéseivel, és VI. (VII.) István híve lett. Hamarosan a római nemesség soraiban is megtalálta partnereit. Így került baráti viszonyba Theophülaktosszal, és a Tusculani hercegi családdal. Theophülaktosz volt akkoriban az egyház vestariusa, vagyis az ő felügyelete alá tartoztak a pápai kiadások. 
Amikor Szergiusz ellenségeskedése nyilvánvalóvá vált, Formózusz kinevezte őt Caere püspökének, hogy távol tartsa Rómától. Formózusz halála után a Tusculani család Szergiuszt jelölte a pápai trónra 896-ban, de a család ellenfelei IX. Jánost ültették a trónra. Az új egyházfő nemcsak száműzte Szergiuszt a városból, de ki is átkozta. Szergiusz kénytelen volt visszavonulni Caerébe, és ott várni a megfelelő pillanatra.
Amikor V. Leót Kristóf törvénytelenül elűzte trónjáról, Theophülaktosz embereivel fellázadt a pápa ellen, akit 904 januárjában megfosztottak méltóságától és börtönbe vetettek. A Tusculani család felkérte Szergiuszt, hogy lépjen az egyház élére; ebben legnagyobb segítője I. Alberik spoletói herceg volt. Így történt, hogy 904. január 29-én Szergiuszt felszentelték.
Szergiusz uralma alatt az egyházat főként a nemesi pártok és érdekeik irányították. Mindenben követte VI. (VII.) István politikáját, így első dolgaként ismét semmissé minősítette Formózusz pápa döntéseit, és megfosztotta rangjuktól azokat a klerikusokat, akiket Formózusz szentelt fel. Pontifikátusát a források gyakran úgy emlegetik, mint a szajhák uralmát (pornokrácia). Liutprand szerint a valódi hatalmat Theophülaktosz özvegye, Theodora tartotta kezében. Leánya, Marozia a pápa ágyasa lett, és állítólag Szergiusz volt Marozia fia, a későbbi XI. János apja. Az erkölcsi hanyatlásnak ezzel nem volt vége, ugyanis Szergiusz elhatározta, hogy megerősíti a hullazsinat határozatait. Újra kiásatta nyughelyéről Formózusz holttestét, újra a pápai zsinat elé állította, ahol ismét elítélték, és Szergiusz utasítására le is fejezték a néhai egyházfő tetemét.
VI. (VII.) István sírjára dicsőséget szimbolizáló jelképet faragtatott. Az egyik kortárs történetíró, Eugenius Vulgarius, aki érdekelt volt abban, hogy Szergiusz nevét az utókor számára befeketítse, azt írta, hogy az ő parancsára fojtották meg a két bebörtönzött egyházfőt, V. Leót és Kristófot.
A Szergiuszról szóló történet nem feltétlenül igaz, és nem is feltétlen csak rosszakat ír az egyházfőről. Így például megvédte a ravennai érseket, Jánost az isztriai grófok befolyásától, és Angliában több egyházmegyét is alapított. Ellentétbe került a konstantinápolyi egyházzal, amikor az ottani viszályokat akarta elsimítani, ezért a pátriárka kihúzatta nevét a misék végén felolvasandók listájáról. Ez a szakadás fennmaradt annak ellenére, hogy Szergiusz érvényesnek ismerte el a bizánci császár, VI. León negyedik házasságát. A hagyomány szerint ő viselt először háromrészes pápai tiarát. 

Ő rendelte el a 896-os földrengésben lerombolt Laterán teljes felújítását. 911. április 14-én halt meg. Sírját a Szent Péter-bazilika őrzi.

## Művei
- Documenta Catholica Omnia (latin nyelven). (Hozzáférés: 2011. december 6.)